# Zavarovana območja Albanije
Kljub temu, da je Albanija relativno majhna država, je izjemno bogata z biotsko raznovrstnostjo. Njeni ekosistemi in habitati podpirajo več kot 5550 vrst vaskularnih in nežilnih rastlin ter več kot 15.600 vrst zimzelenih iglavcev in listavcev, od katerih je večina ogroženih na svetovni in evropski ravni. Država si je nedavno prizadevala razširiti svojo mrežo zavarovanih območij, ki zdaj šteje skupaj 799 zavarovanih območij, vključno z: 11 narodnimi parki, 1 morskim parkom, 23 upravljanimi naravnimi rezervati, 11 zaščitenimi krajinami, 4 območji svetovne dediščine,] 4 ramsarskimi območji in druga zavarovana območja različnih kategorij, ki skupaj predstavljajo 21,36 % ozemlja. Poleg tega je v Albaniji 1 biosferni rezervat, 45 pomembnih območij rastlin in 16 pomembnih območij ptic.
Medtem je osrednja vlada obalo in zeleni pas Tirane razglasila za območja državnega pomena.
Trenutno so zaščitena območja nenehno ogrožena zaradi nezakonite sečnje, gozdnih požarov in gradnje hidroelektrarn, kar je sprožilo nenehne proteste okoljevarstvenikov in civilne družbe.
Državno politiko urejanja in upravljanja zavarovanih območij izvaja Ministrstvo za okolje in turizem preko Nacionalne agencije za zavarovana območja (AKZM).

## Narodni parki
Skupno 12 narodnih parkov, ki obsegajo površino 313.950,77 hektarjev (3140 km2), zavzemajo 10,92 % ozemlja.
| Logo | Ime                                   | Slika | Določeno          | IUCN kat. | Površina                    | Lokacija                                                                       |
| ---- | ------------------------------------- | ----- | ----------------- | --------- | --------------------------- | ------------------------------------------------------------------------------ |
|      | Narodni park Butrint                  |       | 2. marec 2000     | II        | 8.622,2 ha (86,222 km2)     | Zavarovana območja Albanije se nahaja v Albanija · Zavarovana območja Albanije |
|      | Prespanski narodni park               |       | 18. februar 1999  | II        | 27.613,05 ha (276,1305 km2) | Zavarovana območja Albanije se nahaja v Albanija · Zavarovana območja Albanije |
|      | Narodni park Divjaka-Karavasta        |       | 19. oktober 2007  | II        | 22.389,08 ha (223,8908 km2) | Zavarovana območja Albanije se nahaja v Albanija · Zavarovana območja Albanije |
|      | Narodni park Llogara                  |       | 21. november 1966 | II        | 1.769,20 ha (17,6920 km2)   | Zavarovana območja Albanije se nahaja v Albanija · Zavarovana območja Albanije |
|      | Narodni park Šebenik                  |       | 21. maj 2008      | II        | 34.507,90 ha (345,0790 km2) | Zavarovana območja Albanije se nahaja v Albanija · Zavarovana območja Albanije |
|      | Narodni park Albanske Alpe            |       | 26. januar 2022   | II        | 82.844,65 ha (828,4465 km2) | Zavarovana območja Albanije se nahaja v Albanija · Zavarovana območja Albanije |
|      | Narodni park Tomorr                   |       | 18. julij 2012    | II        | 27.185,5 ha (271,855 km2)   | Zavarovana območja Albanije se nahaja v Albanija · Zavarovana območja Albanije |
|      | Narodni park Lurë-Dejë                |       | 21. november 1966 | II        | 19.288,88 ha (192,8888 km2) | Zavarovana območja Albanije se nahaja v Albanija · Zavarovana območja Albanije |
|      | Narodni park gore Dajti               |       | 21. junij 2006    | II        | 28.561,85 ha (285,6185 km2) | Zavarovana območja Albanije se nahaja v Albanija · Zavarovana območja Albanije |
|      | Jelka narodnega parka Hotovo-Dangelli |       | 17. december 2008 | II        | 36.003,76 ha (360,0376 km2) | Zavarovana območja Albanije se nahaja v Albanija · Zavarovana območja Albanije |
|      | Narodni park divje reke Vjosa         |       | 15. marec 2023    | II        | 12.727 ha (127,27 km2)      | Zavarovana območja Albanije se nahaja v Albanija · Zavarovana območja Albanije |
|      | Morski narodni park Karaburun-Sazan   |       | 28. april 2010    | II        | 12.437,7 ha (124,377 km2)   | Zavarovana območja Albanije se nahaja v Albanija · Zavarovana območja Albanije |

## Upravljani naravni rezervati
Skupaj 23 upravljanih naravnih rezervatov, ki obsegajo površino 216.024,68 hektarjev| ali (2160 km²), zavzemajo 7,5 % ozemlja.
| Ime                                               | Slika | Določeno          | IUCN kat. | Površina                    | Lokacija                                                                       |
| ------------------------------------------------- | ----- | ----------------- | --------- | --------------------------- | ------------------------------------------------------------------------------ |
| Naravni park Kardik                               |       | 15. januar 1996   | IV        | 4.303,6 ha (43,036 km2)     | Zavarovana območja Albanije se nahaja v Albanija · Zavarovana območja Albanije |
| Naravni park Sotirë                               |       | 15. januar 1996   | IV        | 4.927,67 ha (49,2767 km2)   | Zavarovana območja Albanije se nahaja v Albanija · Zavarovana območja Albanije |
| Naravni park Zhulat                               |       | 26. januar 2022   | IV        | 936,2 ha (9,362 km2)        | Zavarovana območja Albanije se nahaja v Albanija · Zavarovana območja Albanije |
| Naravni park Cangonj                              |       | 27. julij 1977    | IV        | 250,3 ha (2,503 km2)        | Zavarovana območja Albanije se nahaja v Albanija · Zavarovana območja Albanije |
| Naravni park Dardhë-Xhyrë                         |       | 15. januar 1996   | IV        | 400,3 ha (4,003 km2)        | Zavarovana območja Albanije se nahaja v Albanija · Zavarovana območja Albanije |
| Naravni park Gërmenj                              |       | 15. januar 1996   | IV        | 1.410 ha (14,1 km2)         | Zavarovana območja Albanije se nahaja v Albanija · Zavarovana območja Albanije |
| Naravni park polotok Karaburun                    |       | 27. julij 1977    | IV        | 17.490,7 ha (174,907 km2)   | Zavarovana območja Albanije se nahaja v Albanija · Zavarovana območja Albanije |
| Naravni park Korab-Koritnik                       |       | 21. december 2011 | IV        | 53.850 ha (538,5 km2)       | Zavarovana območja Albanije se nahaja v Albanija · Zavarovana območja Albanije |
| Naravni park Kunë-Vain-Talë-Patok-Fushëkuqe-Ishëm |       | 28. april 2010    | IV        | 8.092,3 ha (80,923 km2)     | Zavarovana območja Albanije se nahaja v Albanija · Zavarovana območja Albanije |
| Naravni park laguna Gjergjevica                   |       | 26. januar 2022   | IV        | 2.966,3 ha (29,663 km2)     | Zavarovana območja Albanije se nahaja v Albanija · Zavarovana območja Albanije |
| Naravni park lagune Šala                          |       | 26. januar 2022   | IV        | 10.619,35 ha (106,1935 km2) | Zavarovana območja Albanije se nahaja v Albanija · Zavarovana območja Albanije |
| Naravni park Munellë                              |       | 26. januar 2022   | IV        | 20.760,05 ha (207,6005 km2) | Zavarovana območja Albanije se nahaja v Albanija · Zavarovana območja Albanije |
| Naravni park Mali me Gropa-Bizë-Martaneš          |       | 31. januar 2007   | IV        | 26.043,34 ha (260,4334 km2) | Zavarovana območja Albanije se nahaja v Albanija · Zavarovana območja Albanije |
| Naravni park jezera Ulza                          |       | 3. april 2013     | IV        | 4.205,15 ha (42,0515 km2)   | Zavarovana območja Albanije se nahaja v Albanija · Zavarovana območja Albanije |
| Naravni park Polis                                |       | 15. januar 1996   | IV        | 45,1 ha (0,451 km2)         | Zavarovana območja Albanije se nahaja v Albanija · Zavarovana območja Albanije |
| Naravni park Porto Palermo                        |       | 29. julij 2022    | IV        | 1.694,98 ha (16,9498 km2)   | Zavarovana območja Albanije se nahaja v Albanija · Zavarovana območja Albanije |
| Naravni park prelaza Štamë                        |       | 15. januar 1996   | IV        | 6.864,36 ha (68,6436 km2)   | Zavarovana območja Albanije se nahaja v Albanija · Zavarovana območja Albanije |
| Naravni rezervat Skadarsko jezero                 |       | 2. november 2005  | IV        | 24.049,75 ha (240,4975 km2) | Zavarovana območja Albanije se nahaja v Albanija · Zavarovana območja Albanije |
| Naravni park Stravaj in Sopot                     |       | 15. januar 1996   | IV        | 1.548,9 ha (15,489 km2)     | Zavarovana območja Albanije se nahaja v Albanija · Zavarovana območja Albanije |
| Naravni park Blue Eye                             |       | 15. januar 1996   | IV        | 293,3 ha (2,933 km2)        | Zavarovana območja Albanije se nahaja v Albanija · Zavarovana območja Albanije |
| Naravni park Zagori                               |       | 26. januar 2022   | IV        | 24.607,63 ha (246,0763 km2) | Zavarovana območja Albanije se nahaja v Albanija · Zavarovana območja Albanije |
| Naravni park Balloll                              |       | 27. julij 1977    | IV        | 323,3 ha (3,233 km2)        | Zavarovana območja Albanije se nahaja v Albanija · Zavarovana območja Albanije |
| Naravni park Bogovë                               |       | 27. julij 1977    | IV        | 342,1 ha (3,421 km2)        | Zavarovana območja Albanije se nahaja v Albanija · Zavarovana območja Albanije |

## Biosferni rezervati
| Ime                                    | Slika | Določeno       | Površina                       | Lokacija                                                                       |
| -------------------------------------- | ----- | -------------- | ------------------------------ | ------------------------------------------------------------------------------ |
| Ohridsko-prespanski biosferni rezervat |       | 11. junij 2014 | 446.244,52 ha (4.462,4452 km2) | Zavarovana območja Albanije se nahaja v Albanija · Zavarovana območja Albanije |